# Bernabò Bocca
Bernabò Bocca (Torino, 15 ottobre 1963) è un imprenditore e politico italiano, presidente di Federalberghi.

## Biografia
Nato a Torino, vive a Firenze, diplomato in economia alla scuola di Amministrazione Aziendale di Torino, nel 1983 diventa assistente del presidente della Sina Hotels, catena alberghiera fondata dal padre Ernesto a Firenze nel 1958. Nel 1985 diventa direttore generale, nel 1989 vicepresidente e dal 1990 è presidente affiancato dalla sorella vicepresidente Matilde.
La catena, che ha 500 dipendenti e fattura 50 milioni di euro, conta oggi 11 alberghi nelle città di Milano, Romano Canavese, Roma, Venezia, Perugia, Firenze, Parma, Viareggio e Capri; l'albergo di Firenze fa parte della catena internazionale Marriott International Autograph Collection.
È presidente nazionale di Federalberghi dal 2000; dal 2000 è Socio di HOTREC (Associazione Europea delle Federazioni del Turismo) a Bruxelles; dal 2001 è socio della Fondazione Ente Cassa di Risparmio di Firenze; dal dicembre 2009  all’aprile 2019 è stato Consigliere di Findomestic Banca Spa.
Dal giugno 2019 è stato eletto Consigliere della Fondazione Ente Cassa di Risparmio di Firenze
Dal settembre 2019 è stato eletto Consigliere del Maggio Musicale Fiorentino
È membro del comitato di presidenza dell'Associazione Civita (società no-profit che si occupa di arte e cultura).
Il 1º giugno 2005 viene insignito dell'onorificenza di Cavaliere del lavoro dal Quirinale.
Dal 2007 è sposato con Benedetta Geronzi, figlia di Cesare. Ha due figli.

### Senatore della Repubblica
Alle elezioni politiche del 2013 viene candidato al Senato della Repubblica, ed eletto senatore come capolista per Il Popolo della Libertà nella circoscrizione Friuli Venezia Giulia. Nel corso della XVII legislatura Italiana è membro della 10ª Commissione Industria, commercio, turismo.
Il 16 novembre, con la sospensione delle attività del Popolo della Libertà, aderisce a Forza Italia.
Non si ricandida più alle elezioni politiche del 2018 in Parlamento nelle liste di Forza Italia.